# عمارت عین‌الدوله
عمارت عین‌الدوله یا نگارخانه برگ از بناهای تاریخی و یکی از آثار ملی ارزشمند ایران است که در دوره قاجاریه احداث گردید. این بنا در خیابان جمالی و در محلهٔ پاسداران در شهر تهران واقع شده‌است.

## تاریخچهٔ بنا
این باغ-عمارت، محل اقامت ییلاقی «عین‌الدوله» وزیر سه دورهٔ حساس تاریخی در دوران قاجار بوده‌است و تقریباً هم‌زمان با تغییر حکومت از قاجار به پهلوی به محل سکونت دائم خانواده هروی «بصیرالدوله» تبدیل شد. این مکان، در زمان احداث (بین سال‌های ۱۳۳۰–۱۳۱۰ هـ. ق) شامل یک عمارت تشریفاتی، استخری بزرگ و باغات بسیاری در اطراف بود و در سال ۱۳۷۶ هـ. ش در حالی که از سال‌ها پیش ویران و متروک شده بود، شناسایی شد و در تاریخ چهارم تیرماه ۱۳۷۷ به شماره ۲۰۴۲ در فهرست آثار ملی ایران به ثبت رسید.

## وضعیت کنونی
این بنا پس از بازسازی توسط شهرداری تهران، در بهار سال ۱۳۸۶ به مناسبت صدمین سالگرد تأسیس بلدیه تهران توسط شهردار تهران افتتاح شد. در حال حاضر نگارخانه برگ، یکی از معتبرترین نگارخانه‌‌های ایران در عمارت عین الدوله فعالیت می‌کند.